# Лоскос
Лоскос (ісп. Loscos) — муніципалітет в Іспанії, у складі автономної спільноти Арагон, у провінції Теруель. Населення — 177 осіб (2010).
Муніципалітет розташований на відстані близько 240 км на схід від Мадрида, 80 км на північ від міста Теруель.
На території муніципалітету розташовані такі населені пункти: (дані про населення за 2010 рік)
- Ель-Кольядіко: 4 особи
- Лоскос: 133 особи
- Мескіта-де-Лоскос: 30 осіб
- П'єдраїта: 10 осіб

## Демографія
Динаміка населення (INE ):